# Campionati del mondo di atletica leggera 2013 - 400 metri ostacoli maschili
La gara dei 400 metri ostacoli maschili si è svolta tra lunedì 12 agosto e giovedì 15 agosto 2013.

## Podio
| Pos.    | Atleta          | Nazionalità       | Tempo |
| ------- | --------------- | ----------------- | ----- |
| Oro     | Jehue Gordon    | Trinidad e Tobago | 47"69 |
| Argento | Michael Tinsley | Stati Uniti       | 47"70 |
| Bronzo  | Emir Bekrić     | Serbia            | 48"05 |

## Situazione pre-gara

### Record
Prima di questa competizione, il record del mondo (WR) e il record dei campionati (CR) erano i seguenti.
| Record                | Prestazione | Atleta                  | Data                               | Competizione               |
| --------------------- | ----------- | ----------------------- | ---------------------------------- | -------------------------- |
| Record mondiale       | 46"78       | Kevin Young Stati Uniti | 6 agosto 1992 Barcellona, Spagna   | Giochi della XXV Olimpiade |
| Record dei campionati | 47"18       | Kevin Young Stati Uniti | 19 agosto 1993 Stoccarda, Germania | Campionati del mondo 1993  |

### Campioni in carica
I campioni in carica, a livello mondiale e olimpico, erano:
| Campione | Atleta                        | Prestazione | Data                                   | Competizione               |
| -------- | ----------------------------- | ----------- | -------------------------------------- | -------------------------- |
| Olimpico | Félix Sánchez Rep. Dominicana | 47"63       | 6 agosto 2012 Londra, Regno Unito      | Giochi della XXX Olimpiade |
| Mondiale | David Greene Regno Unito      | 48"26       | 1º settembre 2011 Taegu, Corea del Sud | Campionati del mondo 2011  |

### La stagione
Prima di questa gara, gli atleti con le migliori tre prestazioni dell'anno erano:
| Pos. | Atleta                         | Prestazione | Data                                             |
| ---- | ------------------------------ | ----------- | ------------------------------------------------ |
| 1    | Michael Tinsley Stati Uniti    | 47"96       | 22 giugno 2013 Des Moines, Stati Uniti d'America |
| 2    | Jehue Gordon Trinidad e Tobago | 48"00       | 19 luglio 2013 Montecarlo, Monaco                |
| 3    | Johnny Dutch Stati Uniti       | 48"02       | 18 maggio 2013 Ponce, Porto Rico                 |

## Risultati
| LEGENDA: | NR | Record Nazionale | PB | Primato personale | SB | Primato stagionale |

### Batterie
Qualificazione: i primi quattro di ogni serie (Q) e i quattro tempi migliori tra gli esclusi (q) si qualificano alle semifinali.
| Pos. | Batteria | Corsia | Nome                 | Nazionalità        | Tempo | Note |
| ---- | -------- | ------ | -------------------- | ------------------ | ----- | ---- |
| 1    | 1        | 3      | Michael Tinsley      | Stati Uniti        | 49.07 | Q    |
| 2    | 1        | 8      | Emir Bekrić          | Serbia             | 49.16 | Q    |
| 3    | 3        | 7      | Félix Sánchez        | Rep. Dominicana    | 49.20 | Q    |
| 4    | 1        | 7      | Timofey Chalyy       | Russia             | 49.33 | Q    |
| 5    | 4        | 6      | Mamadou Kassé Hanne  | Senegal            | 49.33 | Q    |
| 6    | 3        | 2      | Kerron Clement       | Stati Uniti        | 49.43 | Q    |
| 7    | 4        | 3      | Leford Green         | Giamaica           | 49.45 | Q    |
| 8    | 5        | 5      | Jehue Gordon         | Trinidad e Tobago  | 49.52 | Q    |
| 9    | 5        | 7      | Isa Phillips         | Giamaica           | 49.57 | Q    |
| 10   | 3        | 6      | Annsert Whyte        | Giamaica           | 49.63 | Q    |
| 10   | 5        | 8      | Rasmus Mägi          | Estonia            | 49.63 | Q    |
| 12   | 1        | 4      | Cornel Fredericks    | Sudafrica          | 49.66 | Q    |
| 12   | 1        | 6      | Sebastian Rodger     | Regno Unito        | 49.66 | q    |
| 14   | 4        | 8      | Bershawn Jackson     | Stati Uniti        | 49.76 | Q    |
| 15   | 5        | 6      | Eric Alejandro       | Porto Rico         | 49.79 | Q    |
| 16   | 5        | 4      | Dai Greene           | Regno Unito        | 49.79 | q    |
| 17   | 1        | 5      | Tristan Thomas       | Australia          | 49.80 | q    |
| 18   | 3        | 3      | Rhys Williams        | Regno Unito        | 49.85 | Q    |
| 19   | 2        | 6      | Omar Cisneros        | Cuba               | 49.87 | Q    |
| 20   | 2        | 4      | Javier Culson        | Porto Rico         | 49.91 | Q    |
| 21   | 2        | 2      | Takayuki Kishimoto   | Giappone           | 49.96 | Q    |
| 22   | 5        | 3      | Mahau Suguimati      | Brasile            | 50.00 | q    |
| 23   | 2        | 5      | Mickaël François     | Francia            | 50.02 | Q    |
| 23   | 3        | 5      | Denis Kudryavtsev    | Russia             | 50.02 |      |
| 25   | 2        | 8      | L.J. van Zyl         | Sudafrica          | 50.05 |      |
| 26   | 1        | 2      | Yoann Décimus        | Francia            | 50.21 |      |
| 27   | 4        | 1      | Jeffery Gibson       | Bahamas            | 50.25 | Q    |
| 28   | 3        | 4      | Andrés Silva         | Uruguay            | 50.48 | SB   |
| 29   | 4        | 5      | Yasuhiro Fueki       | Giappone           | 50.66 |      |
| 30   | 2        | 7      | Miloud Rahmani       | Algeria            | 50.79 |      |
| 31   | 3        | 8      | PC Beneke            | Sudafrica          | 51.14 |      |
| 32   | 5        | 2      | Takatoshi Abe        | Giappone           | 51.41 |      |
| 33   | 4        | 4      | Mowen Boino          | Papua Nuova Guinea | 51.49 | SB   |
| 34   | 4        | 7      | Eric Cray            | Filippine          | 52.45 |      |
| 35   | 2        | 3      | Maoulida Daroueche   | Comore             | 53.28 |      |
|      | 2        | 1      | Jacques Frisch       | Lussemburgo        | DNF   |      |
|      | 4        | 2      | Silvio Schirrmeister | Germania           | DNS   |      |

### Semifinale
Qualificazione: i primi due di ogni serie (Q) e i due tempi migliori tra gli esclusi (q) si qualificano alla finale.
| Pos. | Batteria | Corsia | Nome                | Nazionalità       | Tempo | Note  |
| ---- | -------- | ------ | ------------------- | ----------------- | ----- | ----- |
| 1    | 3        | 5      | Omar Cisneros       | Cuba              | 47.93 | Q, WL |
| 2    | 3        | 4      | Félix Sánchez       | Rep. Dominicana   | 48.10 | Q, SB |
| 2    | 1        | 6      | Jehue Gordon        | Trinidad e Tobago | 48.10 | Q     |
| 4    | 3        | 6      | Kerron Clement      | Stati Uniti       | 48.21 | q     |
| 5    | 2        | 4      | Michael Tinsley     | Stati Uniti       | 48.31 | Q     |
| 6    | 2        | 5      | Emir Bekrić         | Serbia            | 48.36 | Q, NR |
| 7    | 1        | 4      | Javier Culson       | Porto Rico        | 48.42 | Q     |
| 8    | 1        | 5      | Mamadou Kassé Hanne | Senegal           | 48.69 | q     |
| 9    | 1        | 7      | Cornel Fredericks   | Sudafrica         | 48.85 |       |
| 10   | 2        | 3      | Leford Green        | Giamaica          | 48.88 | SB    |
| 11   | 3        | 3      | Annsert Whyte       | Giamaica          | 49.17 | PB    |
| 12   | 3        | 2      | Dai Greene          | Regno Unito       | 49.25 |       |
| 13   | 1        | 3      | Isa Phillips        | Giamaica          | 49.28 | SB    |
| 14   | 2        | 8      | Rhys Williams       | Regno Unito       | 49.29 |       |
| 15   | 1        | 2      | Sebastian Rodger    | Regno Unito       | 49.32 |       |
| 16   | 3        | 8      | Rasmus Mägi         | Estonia           | 49.42 |       |
| 17   | 3        | 7      | Eric Alejandro      | Porto Rico        | 49.44 | SB    |
| 18   | 1        | 1      | Tristan Thomas      | Australia         | 49.91 |       |
| 19   | 2        | 6      | Timofey Chalyy      | Russia            | 50.06 |       |
| 20   | 2        | 1      | Mahau Suguimati     | Brasile           | 50.27 |       |
| 21   | 3        | 1      | Jeffery Gibson      | Bahamas           | 50.51 |       |
| 22   | 2        | 2      | Mickaël François    | Francia           | 50.58 |       |
|      | 2        | 7      | Takayuki Kishimoto  | Giappone          | DQ    |       |
|      | 1        | 8      | Bershawn Jackson    | Stati Uniti       | DNF   |       |

### Finale
| Pos. | Corsia | Nome                | Nazionalità       | Tempo | Note   |
| ---- | ------ | ------------------- | ----------------- | ----- | ------ |
|      | 6      | Jehue Gordon        | Trinidad e Tobago | 47.69 | NR, WL |
|      | 3      | Michael Tinsley     | Stati Uniti       | 47.70 | PB     |
|      | 8      | Emir Bekrić         | Serbia            | 48.05 | NR     |
| 4    | 5      | Omar Cisneros       | Cuba              | 48.12 |        |
| 5    | 4      | Félix Sánchez       | Rep. Dominicana   | 48.22 |        |
| 6    | 7      | Javier Culson       | Porto Rico        | 48.38 |        |
| 7    | 2      | Mamadou Kassé Hanne | Senegal           | 48.68 |        |
| 8    | 1      | Kerron Clement      | Stati Uniti       | 49.08 |        |